# История почты и почтовых марок Гватемалы
История почты и почтовых марок Гватемалы охватывает развитие почтовой связи в Гватемале, государстве в Центральной Америке со столицей в Гватемале. Собственные почтовые марки эмитируются здесь с 1871 года. Гватемала участвует во Всемирном почтовом союзе (ВПС; с 1.08.1881). За почтовое обслуживание в стране отвечает Генеральный директорат почт и телеграфов Гватемалы.

## Развитие почты
Первоначально история почты на территории Гватемалы связана с испанским правлением в период с 1523 года по 1821 год, когда Гватемала была испанской колонией. Почтовая связь осуществлялась из Мехико до 1620 года, когда почтовая концессия была официально продана Педро Креспо Суаресу (исп. Pedro Crespo Suarez), ставшему почтмейстером Гватемалы. В 1748 году был открыт ежемесячный почтовый маршрут в город Оахаку. После возврата в 1767 году почтовой связи в ведение испанской короны уже в 1770 году в прежней столице Гватемалы, городе Сантьяго-де-лос-Кабальерос (ныне Ла-Антигуа), стали применяться первые почтовые штемпели.
Обретение независимости от Испании в 1821 году, кратковременное объединение с Мексикой и нахождение в 1823—1838 годах Гватемалы в составе Соединённых провинций Центральной Америки со столицей в городе Гватемала практически не повлияли на почтовую связь в стране. Гватемала обрела полную независимость от Испании в марте 1847 года. До образования ВПС в 1874 году в стране сформировалась сеть агентов, пересылавших международные почтовые отправления. Почтовая связь стала осуществляться пакетботами на ежемесячной основе на восточном побережье в 1851 году и на западном побережье в сотрудничестве с другими государствами. Пакетботы курсировали вдоль побережья, доставляя почту до железной дороги в Панаме.
1 августа 1881 года Гватемала стала участвовать в деятельности ВПС.
С 1921 года Гватемала также входит в Почтовый союз американских государств, Испании и Португалии (сокращённо UPAEP). 1 октября 1937 года Испанией был введён в обращение американско-испанский ответный купон (Cupón-respuesta americoespañol). Он распространялся в странах этого почтового союза, включая Гватемалу, до 29 февраля 1956 года.
|  |

До 2014 года почтовым оператором страны являлась компания El Correo («Почта»), или Correos de Guatemala S. A., после чего почтовое дело перешло под контроль правительственного органа — Генерального директората почт и телеграфов (Dirección General de Correos y Telégrafos).

## Выпуски почтовых марок
Первыми наклеиваемыми марками Гватемалы стали фискальные марки, выпущенные в 1868 году. (См. Фискальные марки Гватемалы)

### Первые марки
Первые почтовые марки Гватемалы были выпущены в 1871 году[≡]. На напечатанных Национальной типографией в Париже марках изображён герб Гватемалы:

Первый выпуск почтовых марок Гватемалы (1871)
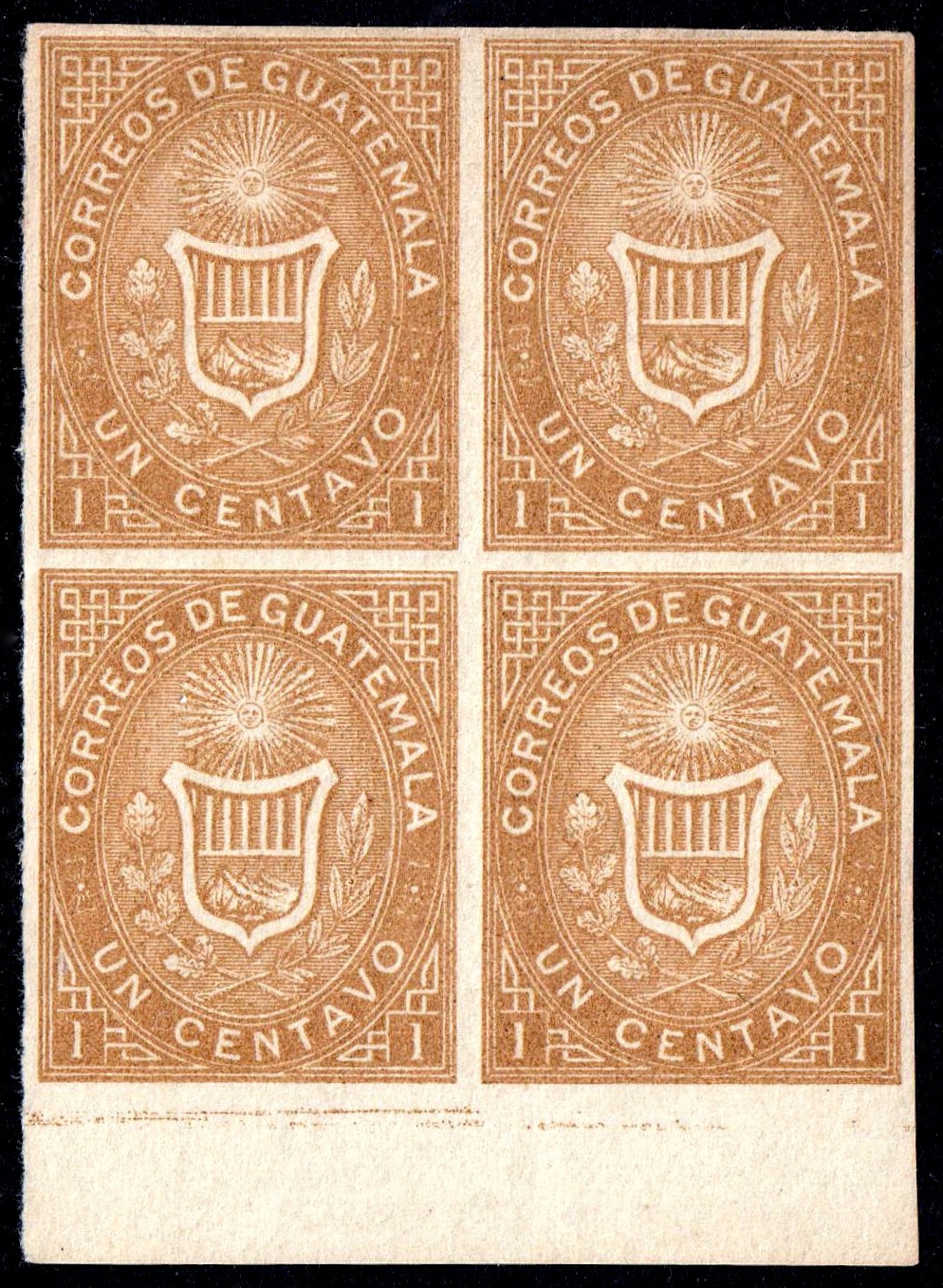
1 сентаво (Sc #1a), квартблок негашёных беззубцовых марок
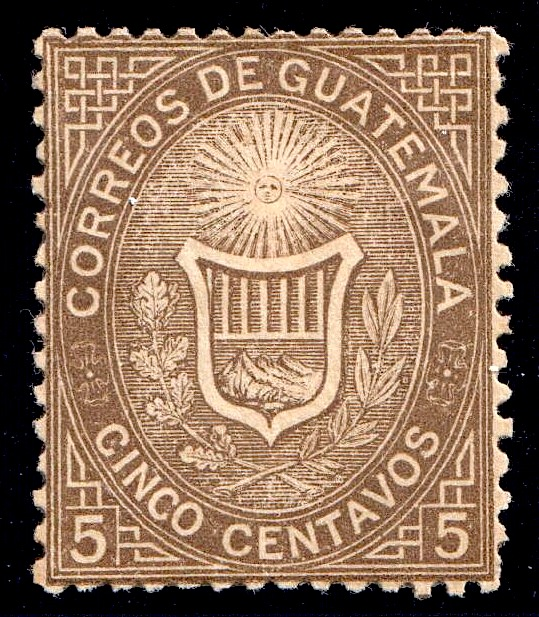
5 сентаво (Sc #2), негашёная
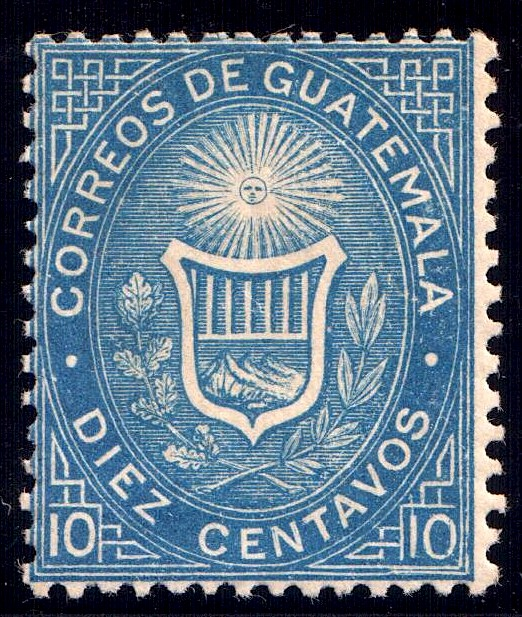
10 сентаво (Sc #3), негашёная
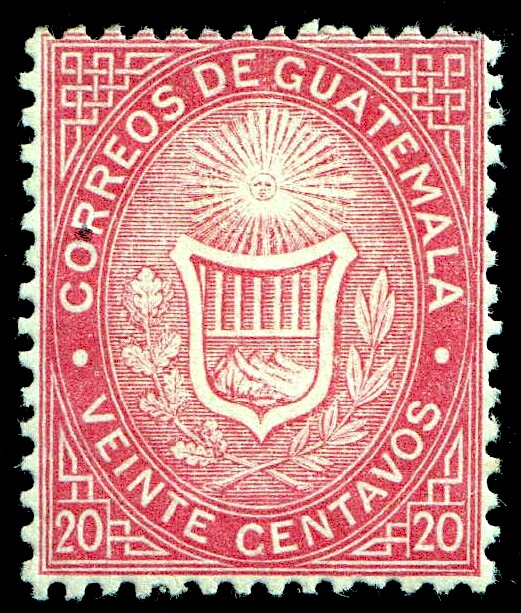
20 сентаво (Yt #4; Sc #4), негашёная
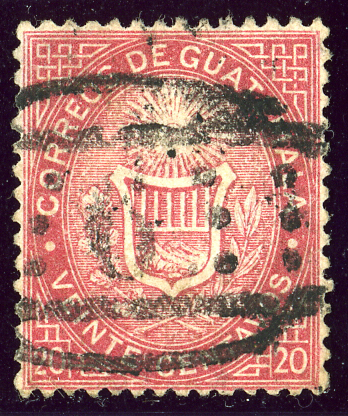
То же, погашенная овальным номерным почтовым штемпелем

### Последующие эмиссии
На появившихся в дальнейшем марках Гватемалы встречаются следующие надписи на испанском языке: «Correos de Guatemala» («Почта Гватемалы»)[≡], «Union postal universal. Guatemala» («Всемирный почтовый союз. Гватемала»)[≡], «Guatemala. CA» («Гватемала. Центральная Америка»), «Rpbca de Guata» («Республика Гватемала»), «Correos Nacionales de la R. de Guatemala» («Национальная почта Республики Гватемала»), «Correos nacionales» («Национальная почта»).
В классический период вышло относительно немного гватемальских почтовых марок новых рисунков, среди которых можно привести следующие:

Третий выпуск с изображением головы Свободы, отпечатанный в Нью-Йорке (Columbian Bank Note Company; 1875)
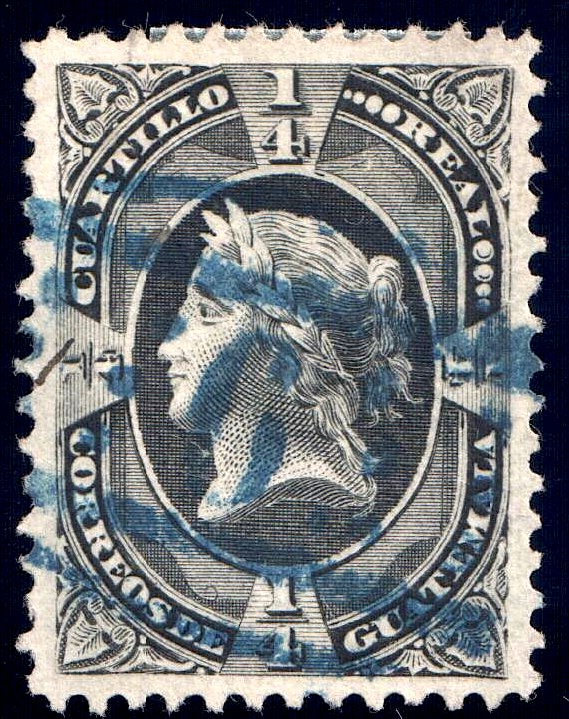
¼ реала (Sc #7), погашенная овальным номерным почтовым штемпелем «6» (в Кесальтенанго)
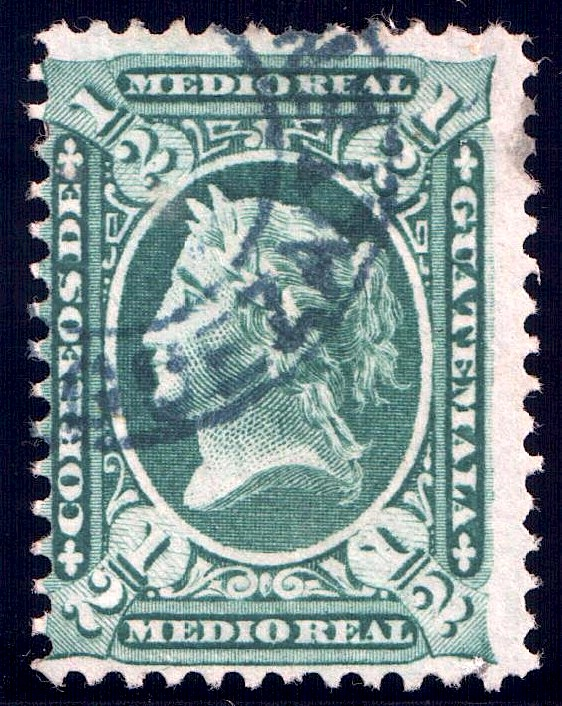
½ реала (Sc #8), гашёная
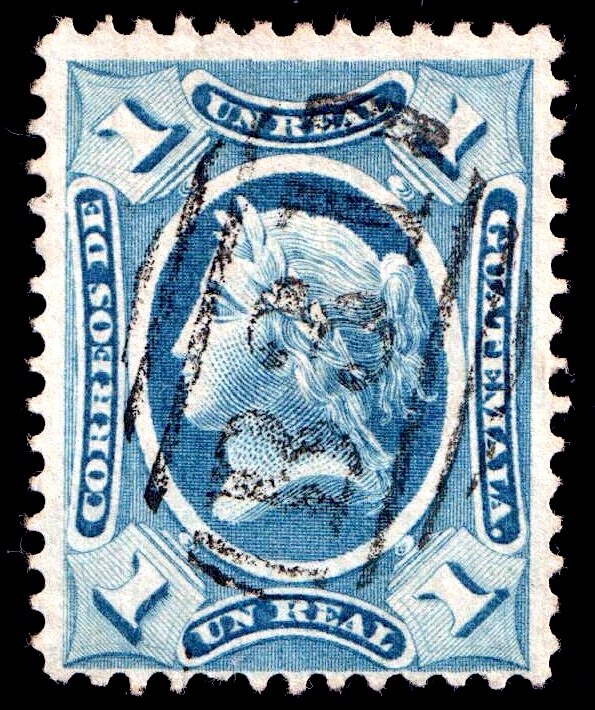
1 реал (Mi #9; Yt #9; Sc #9), погашенная номерным штемпелем британской почты «B31»
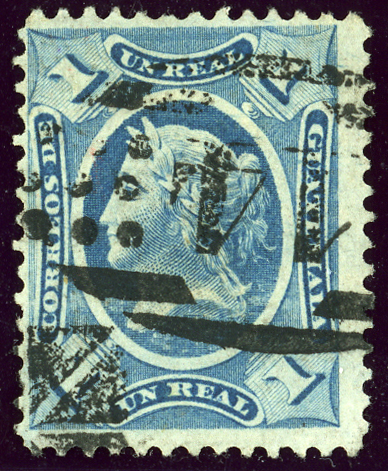
То же, погашенная номерным штемпелем «14»
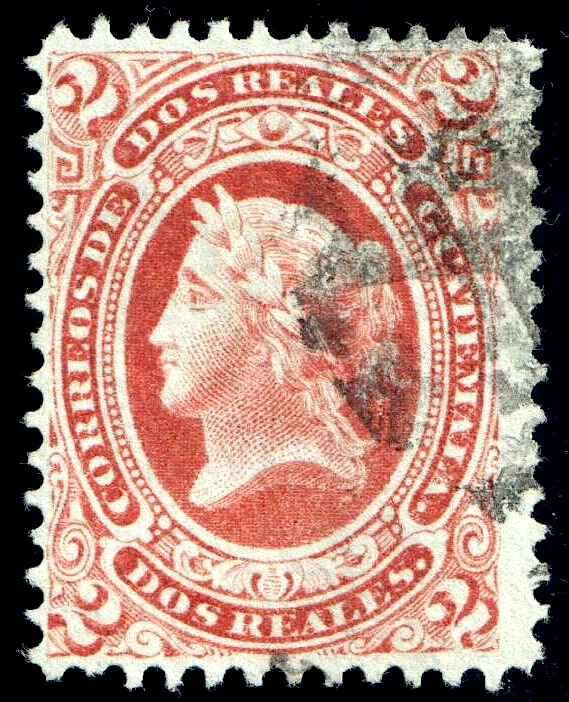
2 реала (Sc #10), гашёная

Четвёртый выпуск с изображением головы гватемальской индианки (1878), отпечатанный в Париже (A. Chaix & Co.). Литография Мушона
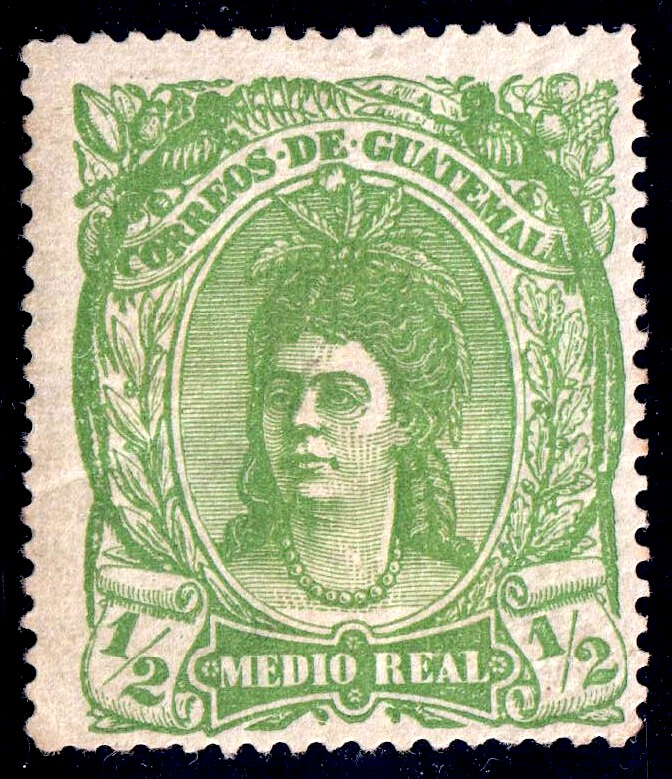
½ реала (Mi #11; Yt #11; Sc #11), негашёная
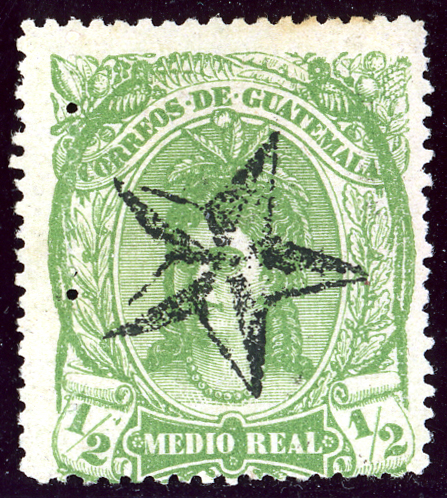
То же, погашенная почтовым штемпелем в виде чёрной звезды
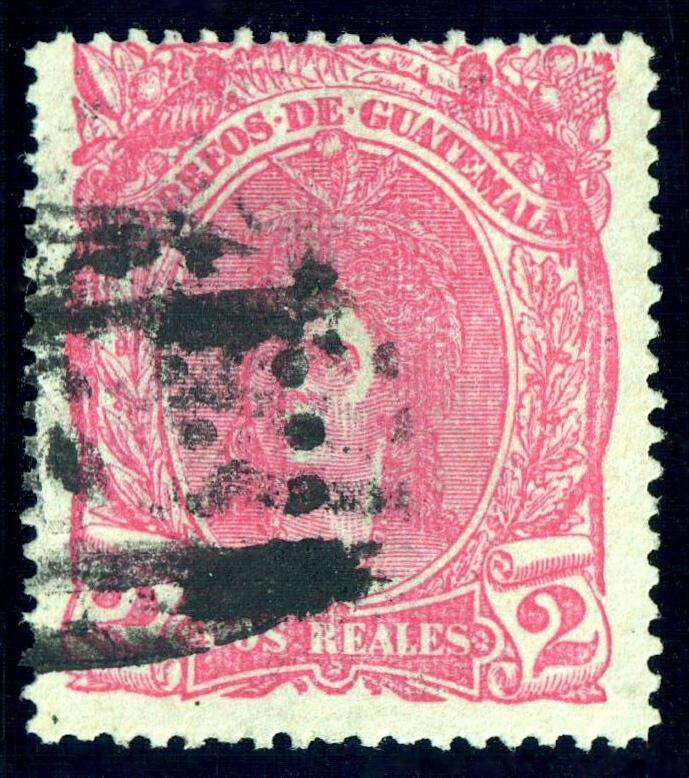
2 реала (Sc #12), погашенная овальным номерным почтовым штемпелем «6» (в Кесальтенанго)
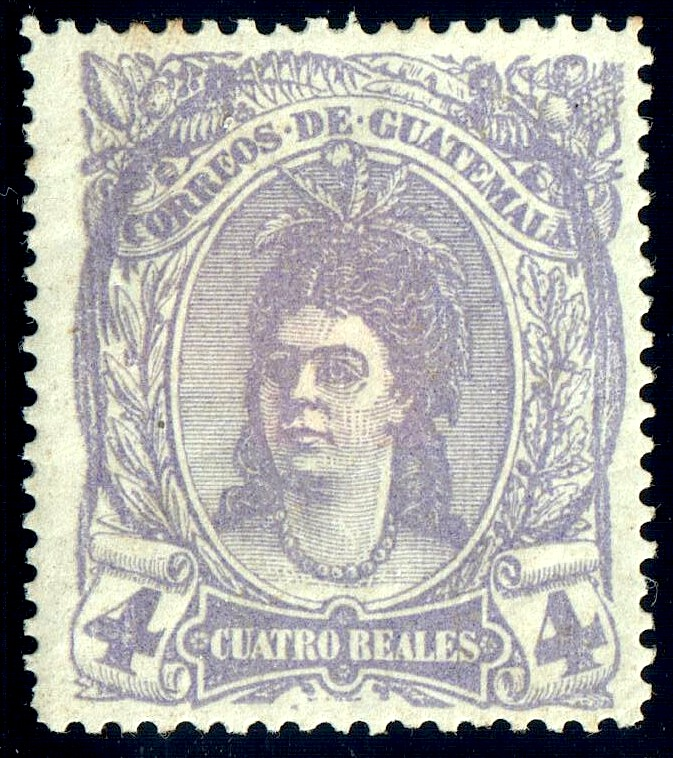
4 реала (Mi #13; Yt #13; Sc #13), негашёная
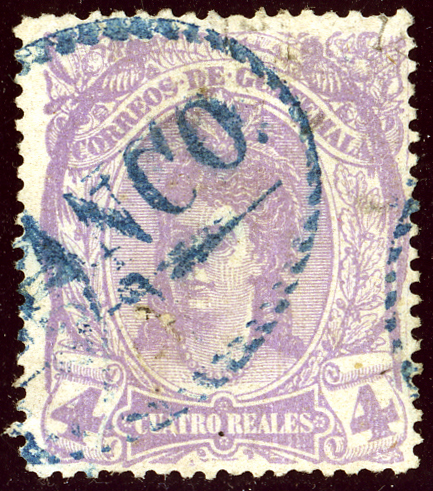
То же, погашенная синим овальным штемпелем «Franco» («Оплачено»)
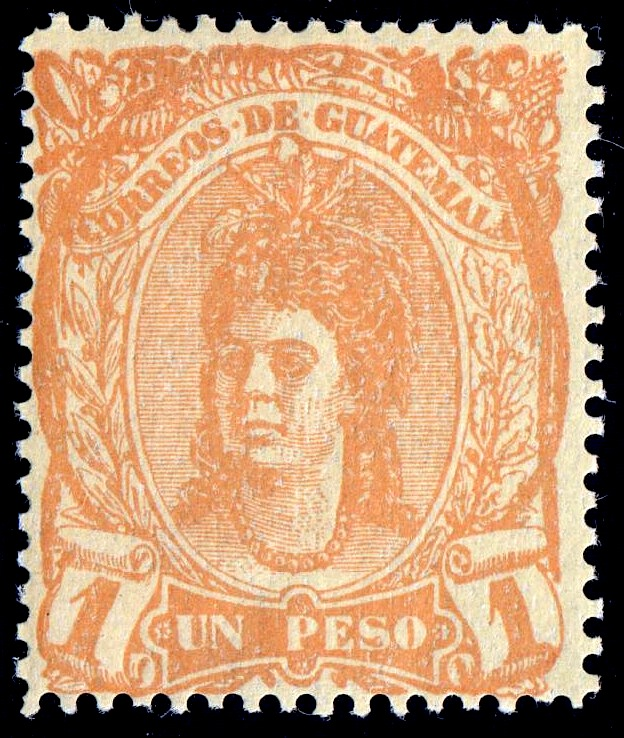
1 песо (Mi #14; Sc #14), негашёная

Примеры марок Гватемалы, изображающих кетсаля — государственный символ страны и национальный символ свободы
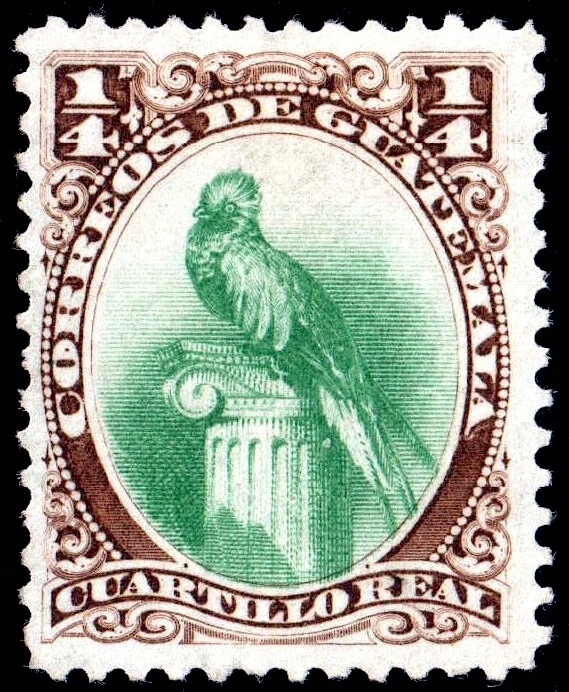
1879: ¼ реала (Sc #15), негашёная
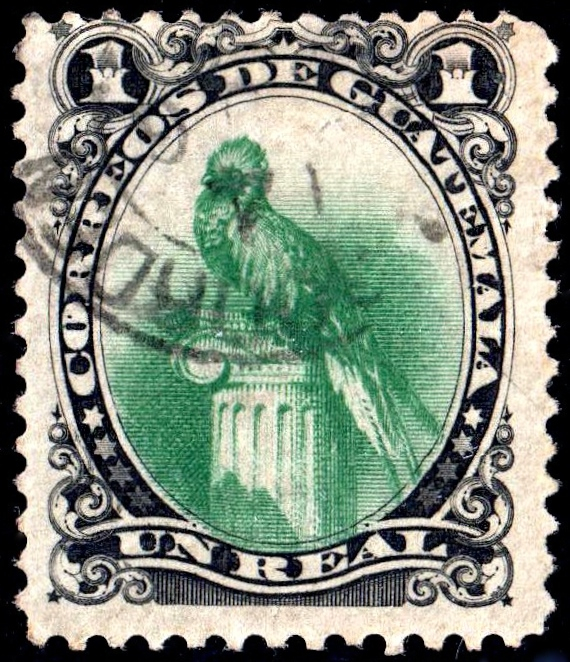
1879: 1 реал (Sc #16), гашёная
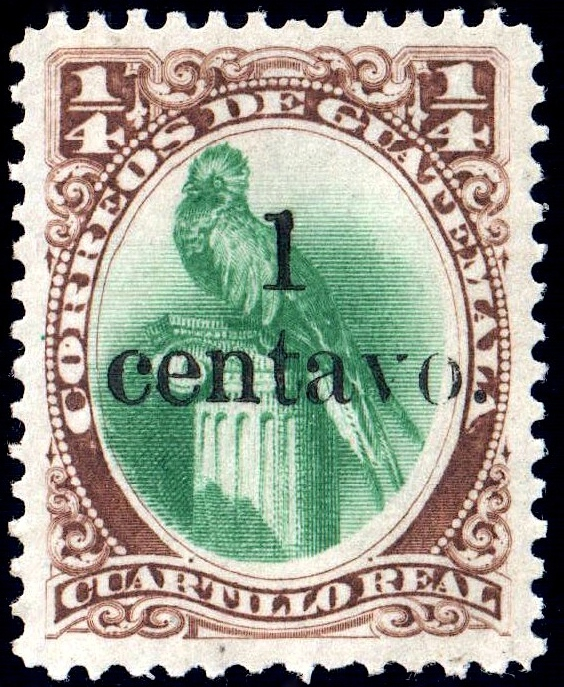
1881: надпечатка 1 сентаво на марке в ¼ реала,  (Mi #17; Sc #17), негашёная
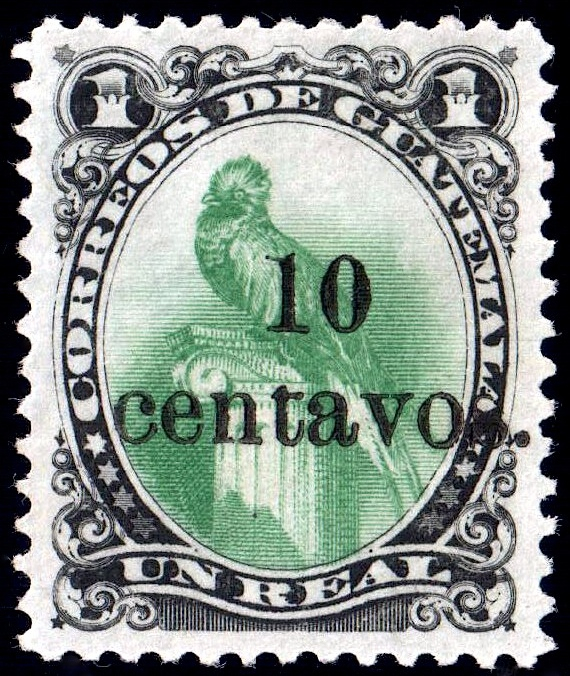
То же, 10 сентаво на марке в 1 реал (Sc #19)

Выпуск с изображением кетсаля, отпечатанный Американской банкнотной компанией (1881)
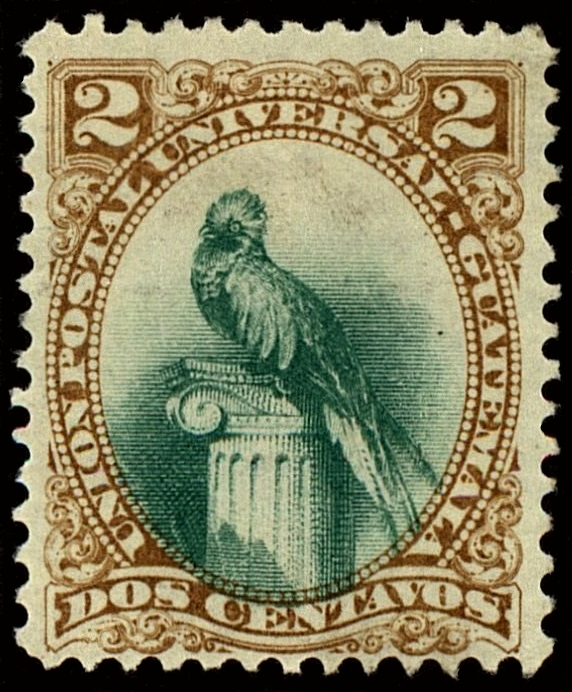
2 сентаво (Mi #22; Sc #22), негашёная
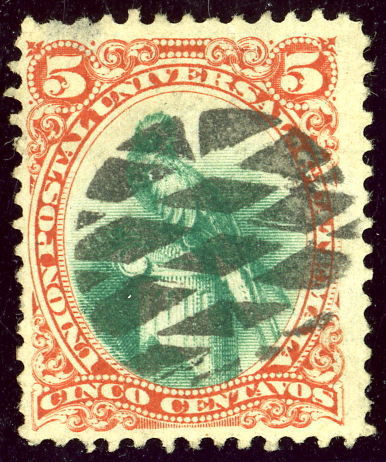
5 сентаво (Mi #23; Yt #24), погашенная чёрным немым почтовым штемпелем
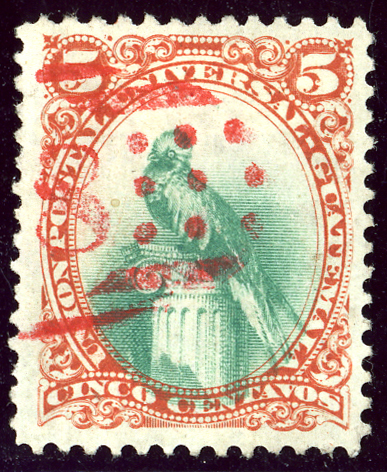
То же, погашенная красным номерным штемпелем «(1)8» (в Сакапе[англ.])
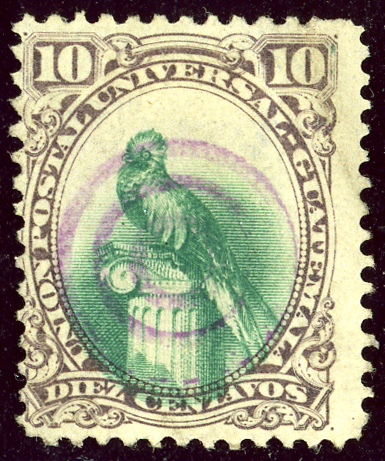
10 сентаво (Mi #24; Yt #25), погашенная ручным немым почтовым штемпелем в виде фиолетовых кругов
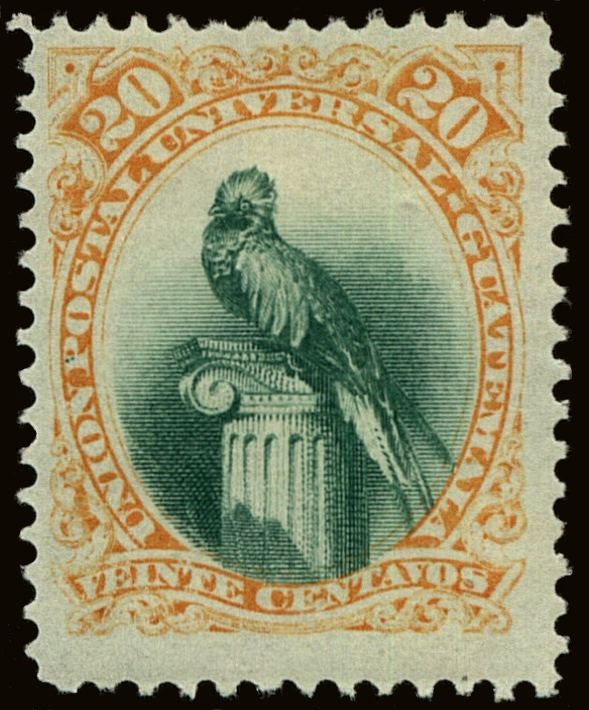
20 сентаво (Mi #25; Sc #25), негашёная

При этом было эмитировано множество провизориев, представлявших собой надпечатки на имеющихся в наличии почтовых марках новых номиналов.
Первый памятный выпуск был осуществлён в 1897 году[≡]:

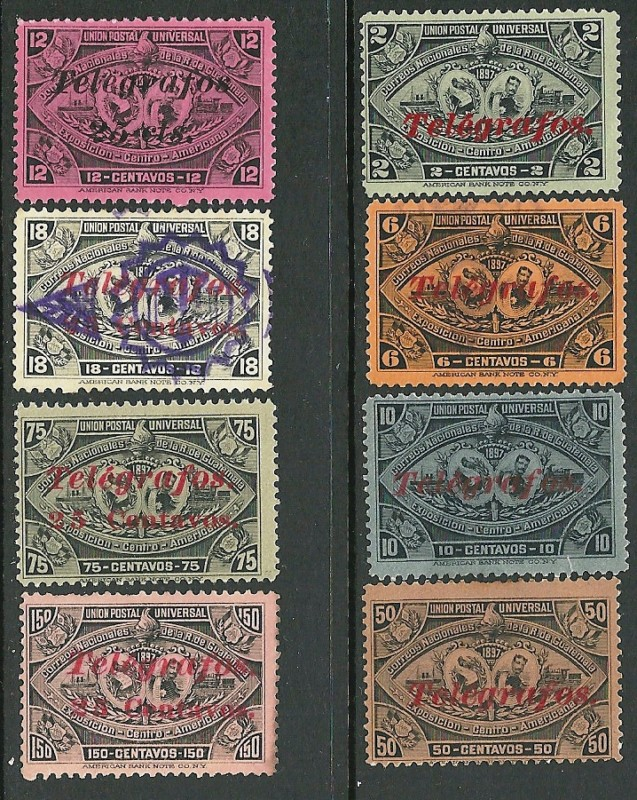

Первый почтовый блок Гватемалы появился в 1938 году.

Примеры почтовых марок Гватемалы, издававшихся в XX веке
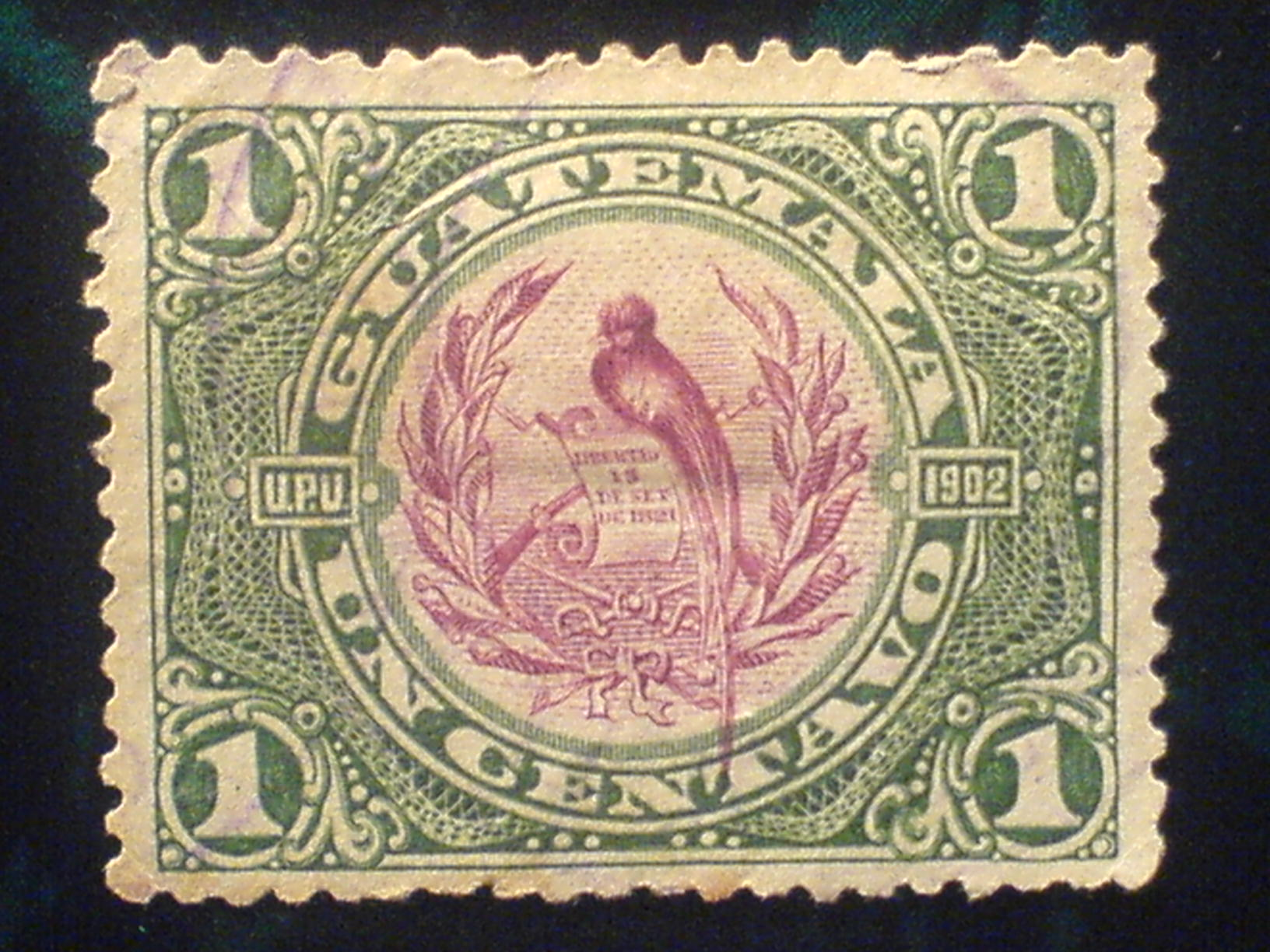
1902: кетсаль — национальный символ (Mi #111; Yt #120; Sc #114)
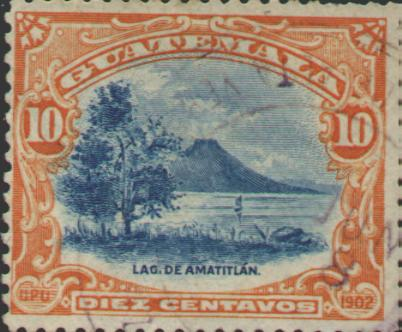
1902: озеро Аматитлан и вулкан Пакая (Mi #115; Yt #124)
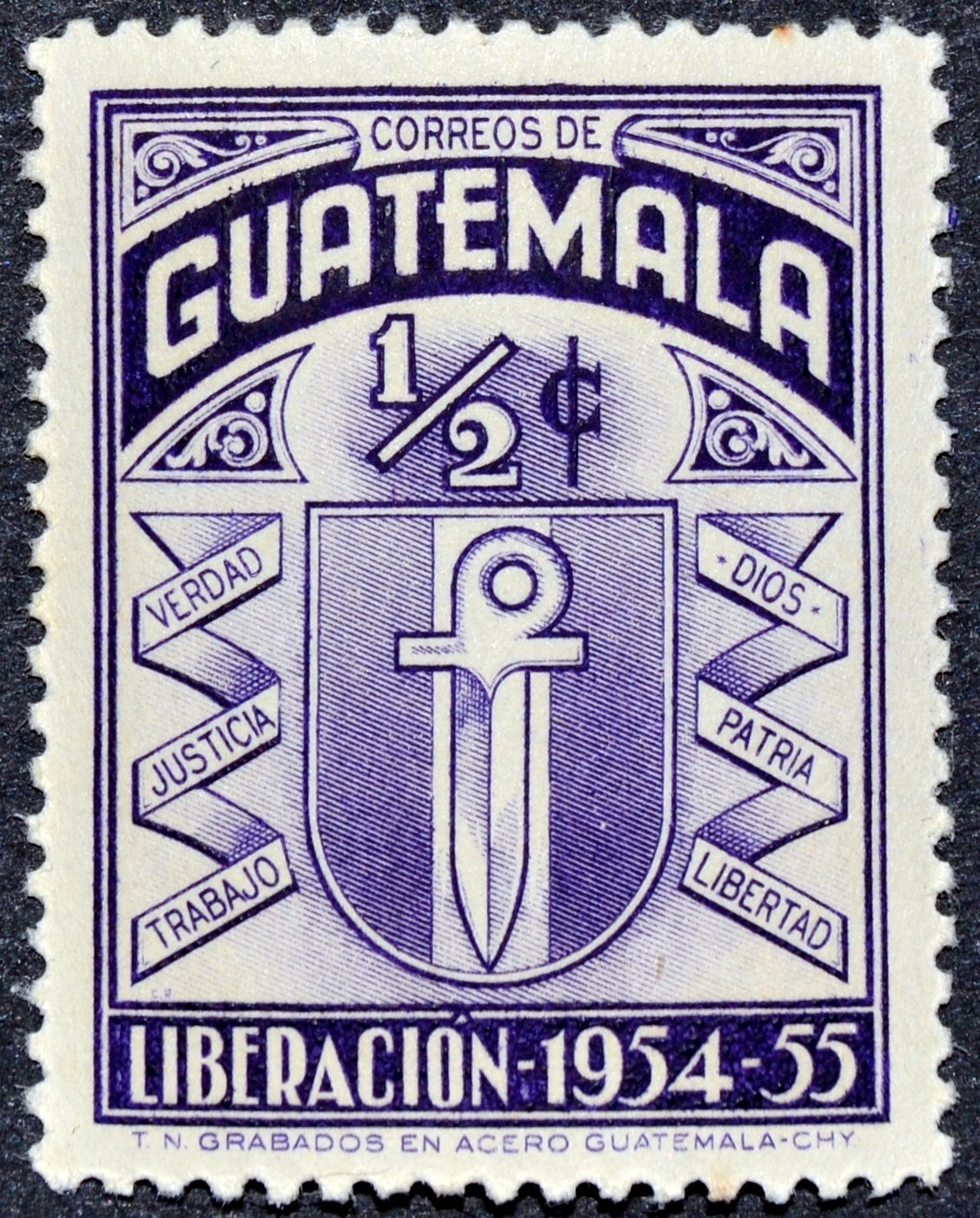
1956: 2-я годовщина «национального освобождения»[16] (Mi #588)

До 1960-х годов гватемальские почтовые марки печатались такими самыми известными типографиями мира, как American Bank Note Company (Нью-Йорк), Waterlow and Sons (Лондон) и многими другими.
По данным Л. Л. Лепешинского, всего с 1871 по 1963 год было эмитировано 686 почтовых марок и семь блоков.
Начиная с самого первого выпуска и по нынешний день в Гватемале издаются почтовые марки преимущественно национальной тематики, как на примере ниже:

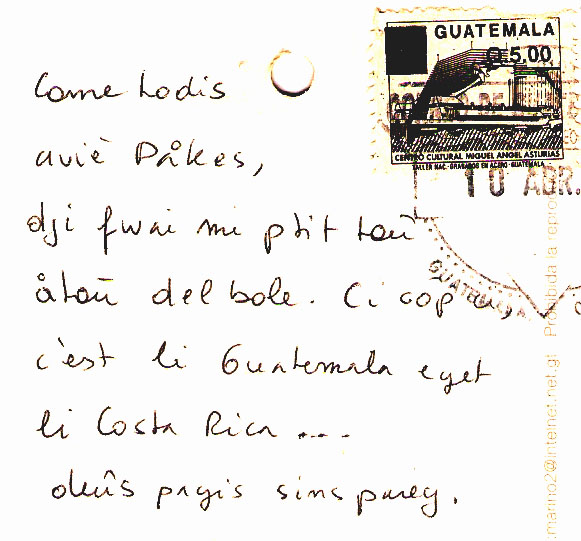
Стандартная марка Гватемалы с изображением Культурный центр Мигеля Анхеля Астуриаса 2007 года(Mi #1475), которой франкирована открытка из Гватемалы с текстом на валлонском языке

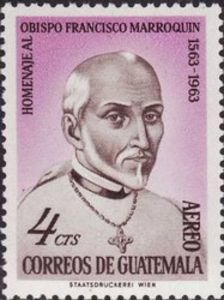
Авиапочтовая марка Гватемалы (1963), посвящённая 400-летию со дня смерти епископа Франциско Маррокина

## Другие виды почтовых марок

### Авиапочтовые
Первые авиапочтовые марки Гватемалы поступили в обращение в 1929 году. Для авипочтовых марок страны характерна надпись: «Correo aéreo» («Авиапочта»). Кроме того, встречаются надпечатки и надписи на оригинальных марках: «Servicio postal aéreo interior» («Авиапочтовая внутренняя связь»), «Aéreo international» («Международная авиапочта»), «Aéreo exterior» («Внешняя авиапочта»), «Correo aéreo» («Авиапочта»).

### Почтово-налоговые
Гватемальской почтовой службой в 1919—1949 годах также использовались почтово-налоговые марки.

### Служебные

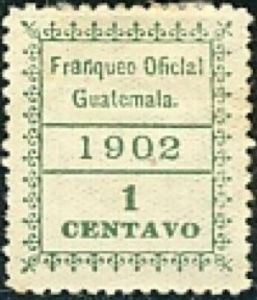
Служебная марка, Гватемала, 1902

В 1902—1939 годах почта Гватемалы эмитировала также служебные марки и блоки. Таких марок, которые обозначались надписями: «Franqueo official» («Служебная оплата»), «Oficial» («Служебное»), было издано 84 штуки.

### Спешные
В Гватемале выпускались марки спешной почты, которых вышло три штуки.

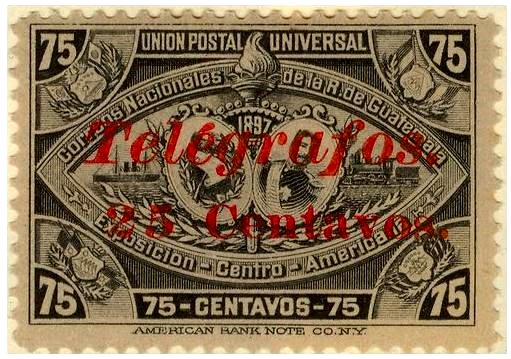

### Почтово-гербовые
В период 1898—1902 годов в обращении в качестве почтовых на территории Гватемалы применялись фискальные марки, на которых были сделаны соответствующие надпечатки. По сведениям Л. Л. Лепешинского, всего были изданы три подобные почтово-гербовые марки.

### Телеграфные марки
Известны также эмиссии телеграфных марок Гватемалы[≡].

## Фальшивые и поддельные марки
В мае 1867 года, задолго до появления первых официальных почтовых марок Гватемалы, свет увидели «фальшивки Тейлора». Это были две фальшивые марки номиналом в 5 сентаво, подготовленные в Бостоне известным фальсификатором своего времени Сэмюэлом Алланом Тейлором (англ. Samuel Allan Taylor) и отпечатанные там же, в типографии Holland Printing Company, в качестве якобы первых гватемальских марок:

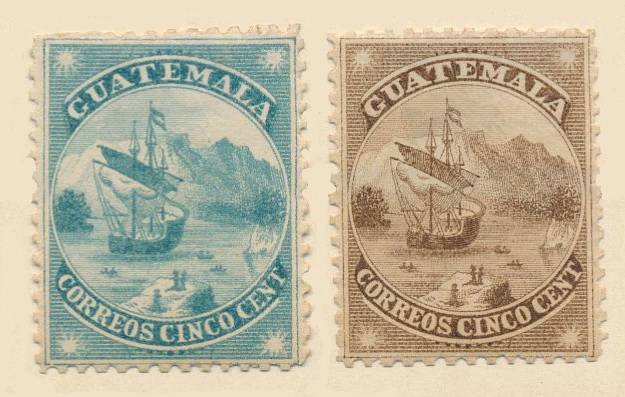
Фальшивые марки, выпущенные в 1867 году якобы от имени Гватемалы С. А. Тейлором.
Гравёр Дж. А. П. Уилкокс (J. A. P. Wilcox)

Известны также многочисленные поддельные марки и почтовые штемпели Гватемалы.

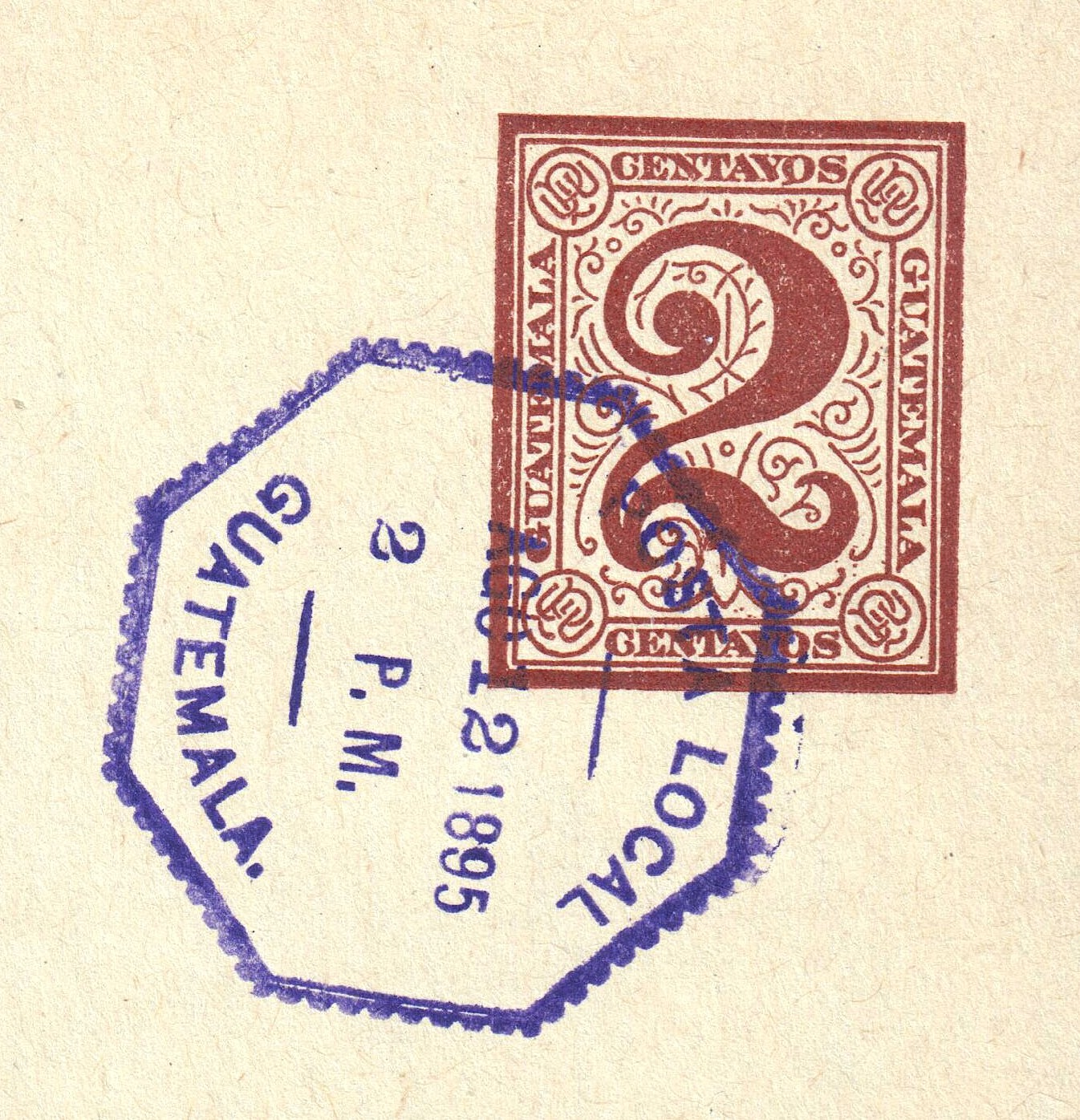

## Почтовый конфликт
В 1939 году Гватемала изобразила на одной из своих почтовых марок карту государства, которая полностью включала территорию соседнего Британского Гондураса. Территориальные претензии имели место на протяжении последующих десятилетий и были сняты лишь в 1991 году.

## Цельные вещи
До сих пор Гватемалой эмитировано цельных вещей относительно немного, и их достаточно редко можно встретить в коллекциях собирателей гватемальских знаков почтовой оплаты. Так, в течение 1875—1936 годов в почтовое обращение здесь время от времени поступали маркированные конверты, почтовые карточки, карточки с оплаченным ответом, газетные бандероли[≡], секретки, почтовые листы, телеграфные конверты, выставочные почтовые карточки, служебные и некоторые другие цельные вещи.

## Развитие филателии
В 1932 году было создано Филателистическое общество Гватемалы (исп. Sociedad Filatélica de Guatemala), впоследствии преобразованное в Филателистическую ассоциацию Гватемалы (Asociación Filatelica de Guatemala). Организация издаёт журнал «Филателистическая Гватемала» («Guatemala Filatélica»), который ранее выходил под названием «Центральноамериканский филателистический журнал» («La Revista Filatélica Centroamericana»)[^].
Филателистов из разных стран, интересующихся историей почты и почтовыми марками Гватемалы, объединяет Международное общество коллекционеров почтовых марок Гватемалы (англ. International Society of Guatemala Collectors). Оно существует с 1948 года и издаёт ежеквартальный бюллетень «Эль Кетсаль» (исп. «El Quetzal»). С 1970 года организация является аффилированным подразделением Американского филателистического общества за номером UN0036 и базируется в США.
В 1969 году Международное общество коллекционеров Гватемалы было удостоено медали Кроуфорда за подготовку и издание филателистического исследования англ. «Guatemala Volume I Postal History and Stamps to Mid 1902» («Гватемала», том I: «История почты и почтовые марки до середины 1902 года»).